# 노식래
노식래(1958년 1월 24일 ~ , 전라북도 정읍시)는 대한민국 서울특별시의회 의원이다.

## 학력
- 정읍제일고등학교
- 연세대학교 경제학과 제적
- 연세대학교 공학대학원 도시계획

## 경력
- 새정치민주연합 서울특별시당 대변인
- 국회사무처 정책연구위원(2급 상당)
- 2018년 7월 1일 ~ 2022년 6월 30일: 제10대 서울특별시의회 의원

## 역대 선거 결과
|  | 48.3% |

|  | 61.55% |

|  | 42.1% |